# Pseudechiniscus jubatus
Pseudechiniscus jubatus är en djurart som tillhör fylumet trögkrypare, och som beskrevs av Vladimir I. Biserov 1990. Pseudechiniscus jubatus ingår i släktet Pseudechiniscus och familjen Echiniscidae. Inga underarter finns listade i Catalogue of Life.